# Tekovský Hrádok
Tekovský Hrádok (bis 1948 slowakisch „Várad“; ungarisch Barsvárad oder Várad)  ist eine Gemeinde im Westen der Slowakei mit 370 Einwohnern (Stand 31. Dezember 2024), die zum Okres Levice, einem Teil des Nitriansky kraj, gehört.

## Geographie
Die Gemeinde befindet sich im Ostteil des slowakischen Donautieflands, am rechten Ufer des unteren Hron. Das Ortszentrum liegt auf einer Höhe von 156 m n.m. und ist 14 Kilometer von Levice entfernt.
Nachbargemeinden sind Dolná Seč im Norden, Vyšné nad Hronom im Osten, Turá im Südosten, Ondrejovce im Süden, Bajka im Südwesten und Kalná nad Hronom im Westen und Nordwesten.

## Geschichte

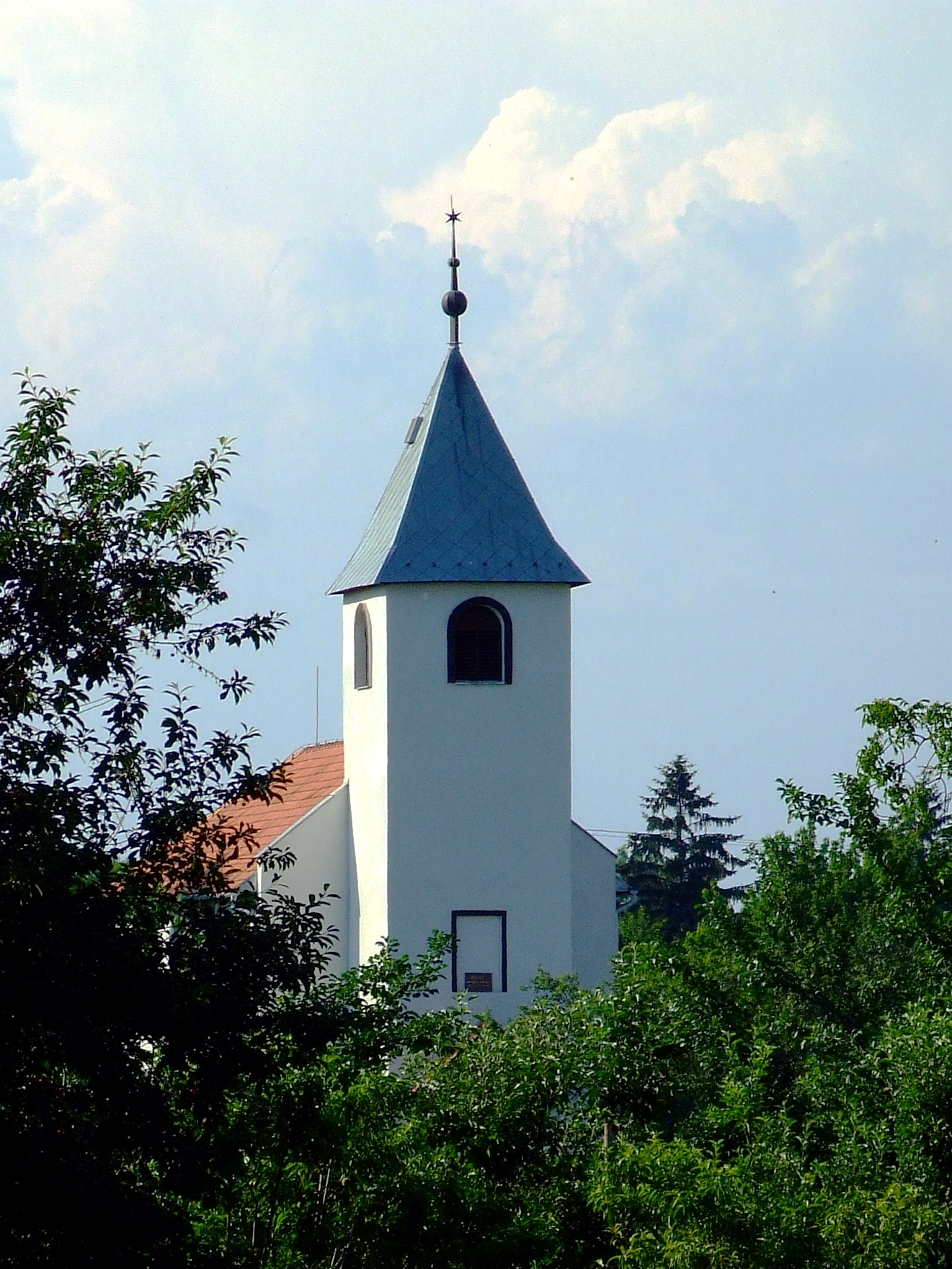
Reformierte Kirche in Tekovský Hrádok

Die heutige Gemeinde entstand 1944 durch Zusammenschluss der bis dahin selbständigen Orte Dolný Várad (damals ungarisch Alsóvárad) und Horný Várad (damals ungarisch Felsővárad).
Der spätere Ort Horný Várad wurde zum ersten Mal 1232 als Warad schriftlich erwähnt, 1286 taucht eine Straße erstmals auf, 1306 eine Mühle. Eine Feldburg wird in der Gesta Hungarorum erwähnt. Bis zum 16. Jahrhundert gehörte der Ort dem örtlichen Landadel, später unter anderem den landadligen Familien Kazy, Majthényi und Litassy. 1536 gab es zwei Porta, 1601 eine Pfarrei, Schule und 20 Häuser, 1715 eine Freibank, eine Mühle und 38 Steuerzahler, 1828 zählte man 28 Häuser und 182 Einwohner.
Dolný Várad entstand in der zweiten Hälfte des 14. Jahrhunderts und wurde 1394 ersturkundlich als Vywarad erwähnt. 1401 gehörte das Dorf zum Gut des Erzbistums Gran, 1506 kam es zur Herrschaft Lewenz. Im 17. Jahrhundert plünderten türkische Truppen den Ort. 1536 gab es fünf Porta, 1601 standen 27 Häuser im Ort, 1720 wohnten 13 Steuerzahler hier, 1828 zählte man 59 Häuser und 399 Einwohner.
Bis 1918 gehörten die im Komitat Bars liegenden Orte zum Königreich Ungarn und kamen danach zur Tschechoslowakei beziehungsweise heute Slowakei. Auf Grund des Ersten Wiener Schiedsspruchs lagen sie 1938–1945 noch einmal in Ungarn.

## Bevölkerung
| Jahr                | 1994 | 2004    | 2014    | 2024    |
| ------------------- | ---- | ------- | ------- | ------- |
| Anzahl der Personen | 307  | 327     | 355     | 370     |
| Unterschied         |      | +6,51 % | +8,56 % | +4,22 % |

| Jahr                | 2023 | 2024    |
| ------------------- | ---- | ------- |
| Anzahl der Personen | 371  | 370     |
| Unterschied         |      | −0,26 % |

Nach der Volkszählung 2011 wohnten in Tekovský Hrádok 335 Einwohner, davon 188 Slowaken und 142 Magyaren. Fünf Einwohner machten keine Angabe zur Ethnie.
120 Einwohner bekannten sich zur reformierten Kirche, 101 Einwohner zur römisch-katholischen Kirche, 20 Einwohner zur Evangelischen Kirche A. B., sechs Einwohner zur altkatholischen Kirche, drei Einwohner zur griechisch-katholischen Kirche, zwei Einwohner zur evangelisch-methodistischen Kirche und ein Einwohner zu den Zeugen Jehovas und ein Einwohner zu einer anderen Konfession. 61 Einwohner waren konfessionslos und bei 20 Einwohnern wurde die Konfession nicht ermittelt.

## Bauwerke
- reformierte Toleranzkirche aus dem Jahr 1780, 1889 umgebaut

## Verkehr
Nahe Tekovský Hrádok passiert die Straße 1. Ordnung 76 zwischen Štúrovo und Hronský Beňadik. Es gibt einen Bahnhof an der Bahnstrecke Štúrovo–Levice südlich des bebauten Ortsgebiets.